# Porella belli
Porella belli är en mossdjursart som först beskrevs av Dawson 1859.  Porella belli ingår i släktet Porella och familjen Bryocryptellidae. Inga underarter finns listade i Catalogue of Life.